# Вэнс, Крис
Крис Вэнс (англ. Chris Vance; род. 30 декабря 1971) — британский актёр, наиболее известен в роли Джеймса Уистлера из сериала «Побег» и Фрэнка Мартина в сериале «Перевозчик».

## Ранняя жизнь
Вэнс окончил католическую школу «St. Bedes». Затем окончил Ньюкаслский университет по специальности «инженер-строитель».

## Карьера
Вэнс сыграл первую серьёзную роль в сериале «Чисто английское убийство» и в австралийском сериале «Стингеры». Он получил роль Джеймса Уистлера в третьем и четвёртом сезонах сериала «Побег»
В июне 2008 года он начал съёмки в сериале «Mental» съёмки которого происходили в Колумбии, но сериал был закрыт после 13 серии. Он также снялся в пятом сезоне сериала Декстер в роли Коула, начальника службы безопасности мотивационного оратора Джордана Чейза.

## Личная жизнь
Вэнс познакомился со своей женой в Лондоне, они поженились в Австралии в 2003 году, однако в 2007 развелись.

## Фильмография

### Фильмы
| Год  | Фильм      | Роль              |
| ---- | ---------- | ----------------- |
| 2006 | Sexy Thing | Отец              |
| 2006 | Macbeth    | Детектив Кайтнесс |

### Сериалы
| Год       | Название                         | Роль                     | Примечание                     |
| --------- | -------------------------------- | ------------------------ | ------------------------------ |
| 1998      | Kavanagh QC                      |                          | Серия: «Briefs Trooping Gaily» |
| 2001      | Peak Practice                    | Джон                     |                                |
| 2002      | Чисто английское убийство        | Компьютерный эксперт     | Серия: «011»                   |
| 2003      | Доктора                          | Джон                     |                                |
| 2003      | Blue Heelers                     | Эндрю Перкисс            |                                |
| 2004      | Стингеры                         | Син Хантер               | 6 серий                        |
| 2005      | Наша тайная жизнь                | Пирс                     |                                |
| 2005-2007 | Святые                           | Син Еверли               | 54 серии                       |
| 2007-2008 | Побег                            | Джеймс Уистлер           | 14 серий                       |
| 2009      | Mental                           |                          | 13 серий                       |
| 2010      | Чёрная метка                     | Мэсон Гирлой             | 5 серий                        |
| 2010      | Декстер                          | Коул Хармен              | 2 серии                        |
| 2011-2014 | Риццоли и Айлс                   | подполковник Кейси Джонс |                                |
| 2011      | Посредник Кейт                   | Пауль Шелтон             | 1 серия                        |
| 2012      | Перевозчик                       | Фрэнк Мартин             |                                |
| 2013      | Пересекая черту / Crossing Lines | Алекс Вайн               | 1 серия                        |
| 2015-2016 | Супергёрл / Supergirl            | Нон                      |                                |
| 2016-2020 | Гавайи 5.0                       | агент MI6 Гарри Лэнгфорд | 5 серий                        |